# Дубинино (Бєлорєцький район)
Дуби́нино (рос. Дубинино, башк. Дубинин) — село у складі Бєлорєцького району Башкортостану, Росія. Входить до складу Інзерської сільської ради.
До 9 листопада 1995 року село перебувало у складі Татлинської сільради.
Населення — 45 осіб (2010; 63 в 2002).
Національний склад:
- росіяни — 90%